# Griseargiolestes griseus
Griseargiolestes griseus – gatunek ważki z rodziny Argiolestidae.
Ważka ta jest endemitem południowo-wschodniej Australii, gdzie rozmnaża się w bagnistych pobrzeżach strumieni na południe od Hunter River.